# Io Sakisaka
Io Sakisaka (咲坂伊緒, Sakisaka Io) é uma mangaká japonesa, nasceu em Tóquio no dia 8 de junho.

## Trabalhos
- Call My Name  2001
- 私の恋人 ([Watashi no Koibito] Erro: {{japonês}}: o texto tem marcação itálica (ajuda)) 2002
- バイバイ、リトル ([Bye-Bye, Little] Erro: {{japonês}}: o texto tem marcação itálica (ajuda)) 2002
- 君ばっかりの世界 ([Kimi bakkari no Sekai] Erro: {{japonês}}: o texto tem marcação itálica (ajuda)) 2004
- Gate of Planet" 2005
- Blue 2006
- マスカラブルース ([Mascara Blues] Erro: {{japonês}}: o texto tem marcação itálica (ajuda)) 2007
- Strobe Edge 2007[1]
- Ao Haru Ride 2011[2]
- その面影を知ってる ([Sono Omokage o Shitteru] Erro: {{japonês}}: o texto tem marcação itálica (ajuda)) 2013
- Omoi, Omoware, Furi, Furare  2015